# Libnotes (Libnotes) termitina
Libnotes (Libnotes) termitina is een tweevleugelige uit de familie steltmuggen (Limoniidae). De soort komt voor in het Oriëntaals gebied.